# 佐久間勝宗
佐久間 勝宗（さくま かつむね）は、安土桃山時代から江戸時代初期にかけての武将。信濃国飯山藩の世嗣。勝長（かつなが）とも。

## 略歴
天正17年（1589年）、信濃国飯山藩主・佐久間安政の長男として小田原にて誕生。正室は真田信之の次女・まさ（見樹院）。
大坂の陣では徳川方に参加し、慶長20年（1615年）の大坂夏の陣において天王寺表で戦功を挙げた。
父に先立って死去。享年28。